# Tanque a vapor
O Tanque a vapor (esteira) era um tanque pesado, lançado pelos EUA em 1918. Era nada mais que uma imitação do tanque britânico Mark IV, porém movido a vapor.